# Eugene Ormandy
Eugene Ormandy est un chef d'orchestre et violoniste américain d'origine hongroise, né le 18 novembre 1899 et décédé le 12 mars 1985.

## Biographie

### 1899-1931: Les débuts
Né à Budapest en Hongrie et d'origine juive, son véritable nom est Jenő Blau (en hongrois : Blau-Ormándy Jenő). Son père, dentiste, est violoniste amateur et a prénommé son fils Jenő en hommage au célèbre violoniste hongrois Jenő Hubay, formé lui-même par Joseph Joachim et Henri Vieuxtemps. Enfant prodige, il commence à jouer du violon à l’âge de trois ans et étudie le violon avec son père. Il entre à l'Académie royale de musique de Budapest à l’âge de cinq ans, et commence à étudier à neuf ans avec Jenő Hubay. Parmi ses autres professeurs, on compte Béla Bartók, Zoltán Kodály et Leó Weiner. Il reçoit un diplôme de violon en 1914 et un certificat d’enseignant de l’Académie royale en 1917. En 1917, il fait une tournée en Hongrie et en Allemagne en tant que soliste avec le Blüthner Orchestra (en) de Berlin puis retourne à Budapest.
En 1920 et 1921, il entreprend une tournée en tant que violoniste en Autriche et en France, au cours de laquelle il semble utiliser pour la première fois le surnom « Ormandy ». Ormandy sera toujours réticent à expliquer l’origine de ce surnom, qui est demeurée obscure. Pour certains, il s’agirait d’un deuxième nom de la famille paternelle ou maternelle. Selon le site de la bibliothèque de l’Université de Pennsylvanie consacrée à Ormandy, ce surnom pourrait être lié à l’existence d’une ville située à l’ouest de la Hongrie, ville appelée « Ormánd » et d’où serait originaire une partie de la famille d’Ormandy. En hongrois, l’ajout de la lettre « y » à la fin du nom de la ville signifie « originaire d’Ormánd ». Quant au prénom « Eugene » (qu’il adoptera une fois installé aux États-Unis), il est l’équivalent anglais du prénom Jenő.
En 1921, il accepte une proposition l’invitant à se rendre aux États-Unis (il adoptera la nationalité américaine en 1926, exactement 5 ans et 90 jours après son arrivée, soit le minimum légal pour devenir citoyen américain). Il est à peine arrivé que son rêve de grande carrière s’évanouit, la tournée de concerts pour laquelle on l’avait invité n’ayant probablement jamais existé. Il est alors engagé par le chef Erno Rapee, un ancien ami de Budapest et camarade de promotion à l’Académie de musique, comme violoniste dans l'orchestre du Capitol Theater à New York, un ensemble de 77 musiciens qui accompagne les films muets. Il en devient le violon solo cinq jours après avoir été recruté et y restera deux ans et demi. Il fait ses débuts de chef à la tête de cet orchestre en septembre 1924 et, en 1926, il est nommé directeur musical associé. Entre 1923 et 1929, Ormandy réalise en tant que violoniste seize enregistrements, la moitié d'entre eux utilisant le procédé acoustique.
En 1929, il dirige l’Orchestre philharmonique de New York au Lewisohn Stadium. En 1930, il est invité à diriger le Robin Hood Dell Orchestra, à Philadelphie. Le 30 octobre 1931, il remplace Arturo Toscanini tombé malade pour diriger un concert à la tête de l’Orchestre de Philadelphie, grâce à l’appui d’Arthur Judson, l’un des plus puissants impresarii de la scène musicale classique américaine au cours des années 1930. La même année, il est nommé directeur musical et chef permanent de l'Orchestre symphonique de Minneapolis.

### 1931-1936: L’Orchestre symphonique de Minneapolis
Ormandy est le chef d'orchestre de l'Orchestre symphonique de Minneapolis, maintenant Orchestre du Minnesota, jusqu’en 1936. Pendant les jours sombres de la Grande Dépression, RCA Victor prend sous contrat Ormandy et l'Orchestre symphonique de Minneapolis pour de nombreux enregistrements discographiques. Une clause dans le contrat des musiciens leur impose de jouer un minimum d'heures chaque semaine (que ce soit en répétition, lors de concerts, d’émissions radiophoniques ou d'enregistrements). N'ayant pas à payer les musiciens, RCA peut se permettre d'envoyer ses meilleurs techniciens et équipements pour les enregistrements qui ont lieu à Minneapolis du 16 janvier 1934 au 16 janvier 1935. Parmi ceux-ci, on compte quelques premières discographiques mondiales : les Adventures in a Perambulator de John Alden Carpenter, la suite Háry János de Zoltán Kodály, La Nuit transfigurée d'Arnold Schönberg et un enregistrement spécialement commandé de l’American Overture de Roy Harris sur le thème populaire « When Johnny Comes Marching Home ». L'excellence de ces enregistrements contribue à doter Ormandy d'une exceptionnelle réputation de musicien et ses lectures de la Symphonie no 7 de Bruckner et la no 2 de Mahler deviennent vite très célèbres.
C’est au cours de cette période qu’Ormandy rencontre pour la première fois le pianiste et compositeur Serge Rachmaninov, à l’occasion d’un concert où ce dernier joue en soliste avec l’Orchestre symphonique de Minneapolis. Durant le concert, Rachmaninov a un trou de mémoire qu’Ormandy parvient à si bien masquer que le public ne s’en aperçoit pas. Reconnaissant, Rachmaninov ne tarit pas d’éloges sur le chef et contribue à établir sa réputation aux États-Unis.

### 1936-1980: L’Orchestre de Philadelphie

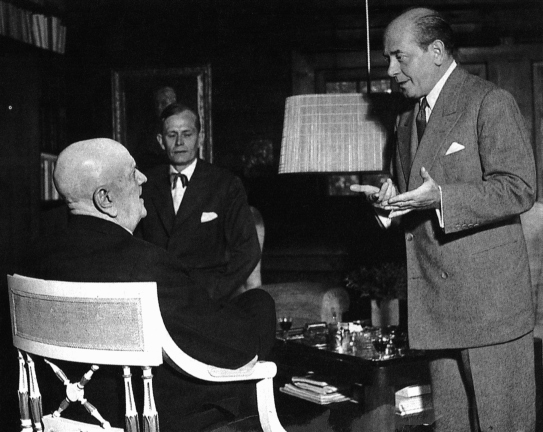
Eugene Ormandy et Jean Sibelius en 1951.

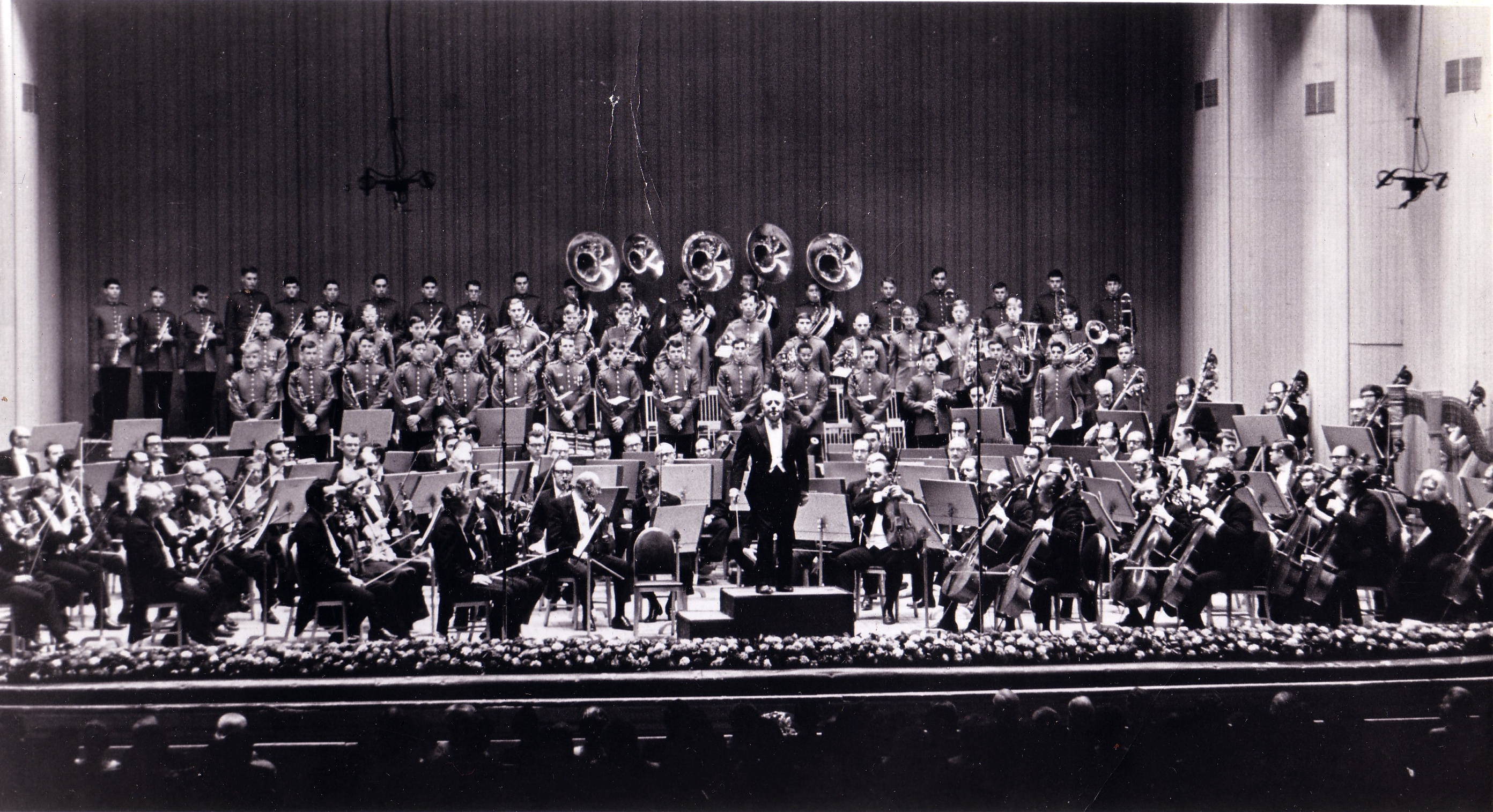
Eugene Ormandy à la tête de l'Orchestre de Philadelphie en 1970

Mais ce sont ses quarante quatre années passées à l'Orchestre de Philadelphie qui font toute la renommée d'Ormandy. Nommé chef associé de cet orchestre à partir de 1936 (avec Leopold Stokowski), il en devient, le 28 septembre 1938, l'unique directeur et chef principal jusqu'à son départ en 1980 (Stokowski continue à diriger ponctuellement l’Orchestre de Philadelphie jusqu’en 1941, notamment pour enregistrer la bande originale du film Fantasia de Walt Disney, puis reviendra en tant que chef invité à partir de 1960).
Ormandy dirige entre cent et cent quatre-vingts concerts chaque année à Philadelphie et entraîne l’orchestre dans des tournées américaines en 1937, 1946, 1948, 1957, 1962, 1964, 1971, 1974 et 1977. En 1949, il fait une longue tournée en Angleterre ; au printemps 1955, dans dix pays européens (notamment en Finlande où Ormandy et des membres de l’orchestre rendent visite au compositeur Jean Sibelius, alors âgé de 89 ans ; au cours de l’été 1958, une autre tournée européenne (notamment en Union soviétique) ; ainsi qu’en Australie (été 1944) ; en Amérique du Sud (été 1946) ; en Amérique latine (1966) ; en Extrême-Orient (1967, 1978) et au Japon (1972). En 1973, il effectue avec l’Orchestre de Philadelphie une tournée en Chine où il donne des concerts dans plusieurs villes : c’est la première fois qu’un orchestre symphonique américain se produit en République populaire de Chine.

### 1980-1985: Les dernières années
Après 42 saisons comme directeur musical de l’Orchestre de Philadelphie, il se retire à la fin de la saison 1979-1980 et est nommé chef d’orchestre lauréat. Il continue ponctuellement à diriger d’autres orchestres et à effectuer quelques enregistrements. Il donne son dernier concert le 10 janvier 1984 au Carnegie Hall de New York, à la tête de l’Orchestre de Philadelphie.
Ormandy meurt à Philadelphie le 12 mars 1985 des suites d'une pneumonie. Ses papiers, y compris ses partitions annotées et des arrangements musicaux, remplissent 501 boîtes dans les archives de la Bibliothèque de l'Université de Pennsylvanie. Son épouse Margaret est décédée en 1998.

## Style de direction et répertoire
Déchiffrant très rapidement les partitions, Ormandy dirigeait par cœur et, le plus souvent, sans baguette. Sous sa direction, l'Orchestre de Philadelphie a préservé la plénitude sonore et la grande richesse de couleurs créées par Stokowski et labellisées comme étant caractéristique du « Philadelphia Sound ». Selon A. Pâris, « Ormandy fera de cet orchestre l'un des meilleurs du monde, capable de nuances d'une étonnante subtilité, d'un phrasé d'une remarquable finesse et doté d'une palette sonore convenant à tous les répertoires. La qualité des cordes tient naturellement à la formation de violoniste d'Ormandy, dont les coups d’archets sont restés dans la légende ». Ormandy est également connu pour avoir été un accompagnateur fidèle et sensible. Son héritage discographique inclut d'ailleurs beaucoup d'excellentes collaborations avec notamment Robert Casadesus, Philippe Entremont, Emil Gilels, Arthur Rubinstein, Rudolf Serkin, Van Cliburn, David Oistrakh, Itzhak Perlman, Isaac Stern, Emanuel Feuermann, Leonard Rose, …
Selon N. Slonimsky, « l’interprète Ormandy était un romantique ». Il s’est imposé dans les œuvres de la fin du romantisme et de la première moitié du XXe siècle. Les symphonies de Tchaïkovsky, de Sibelius ou de Brahms, les poèmes symphoniques de Richard Strauss ou les compositions de Ravel et Debussy permirent à Ormandy d’atteindre l’idéal de sa conception de l’interprétation. Il a également perpétué la tradition créée par Stokowski (et popularisée dans le film Fantasia de Walt Disney) d’adaptation pour orchestre symphonique d’œuvres de Jean-Sébastien Bach. Par contre, ses interprétations de Haydn, Mozart ou Beethoven furent parfois critiquées, la musique de ces compositeurs n’offrant pas le terrain le plus adapté à l’opulence du Philadelphia Sound.
Ormandy a été l’ardent défenseur de la musique de Serge Rachmaninov, dirigeant la première mondiale de ses Danses symphoniques (œuvre dont il est le dédicataire, avec l’Orchestre de Philadelphie) et enregistrant avec le compositeur trois de ses concertos pour piano entre 1939 et 1941. Il a également dirigé les premières américaines de plusieurs symphonies de Dmitri Chostakovitch, ainsi que le premier enregistrement mondial de l’édition établie par Deryck Cooke de la dixième Symphonie de Mahler. En 1964, il enregistre le Requiem de Berlioz, avec le ténor Cesare Valletti, vision apaisée de l'œuvre qui fera date. Il a joué également beaucoup de musique américaine et donné de nombreuses créations d'œuvres de Samuel Barber, Paul Creston, David Diamond, Howard Hanson, Walter Piston, Ned Rorem, William Schuman, Roger Sessions, Virgil Thomson et Richard Yardumian (en).
Ormandy a eu à cœur de populariser la musique classique. Les ventes de trois de ses enregistrements avec l’Orchestre de Philadelphie dépassèrent le million de dollars. Il dirigea le 20 mars 1948 le premier concert symphonique retransmis en direct par la télévision américaine (il devança de peu Toscanini, dont l’interprétation fut diffusée par une autre chaîne de télévision une heure et demie plus tard).

## Enregistrements
Si l’Orchestre de Philadelphie a réalisé son premier enregistrement phonographique dès 1917 sous la direction de Leopold Stokowski, ce n’est pas avant les années 1940, et avec Ormandy à sa tête, que les revenus tirés des enregistrements constitueront une part substantielle de l’ensemble des revenus de l’orchestre. Entre 1944 et 1968, Ormandy et l’Orchestre de Philadelphie sont l’un des piliers du catalogue orchestral de la Columbia Records (CBS), réalisant plus de 300 enregistrements différents qui ont permis d’établir durablement la réputation internationale de l’orchestre. Ormandy adore enregistrer et comme le note H. Kupferberg, « sa polyvalence et son adaptabilité, ainsi que son aptitude à travailler très rapidement sans que la musicalité n’en soit compromise, ont permis de produire des enregistrements inégalés par tout autre chef d’orchestre dans leur diversité ».
À partir de 1968, Ormandy et l’Orchestre de Philadelphie enregistrent pour le label RCA à un rythme toujours aussi soutenu. Ce changement de compagnie discographique offre l’opportunité d’enregistrer avec des solistes sous contrat exclusif avec RCA tels qu'Arthur Rubinstein ou Van Cliburn. Le premier enregistrement effectué par Ormandy en 1968 pour RCA est la sixième symphonie de Tchaïkovski : Ormandy a choisi cette composition car ce fut la première œuvre qu’il enregistra avec l’Orchestre de Philadelphie en 1936.
À la fin des années 1970, Ormandy et l’Orchestre de Philadelphie changent à nouveau de label discographique et passent chez EMI. C’est à cette époque qu’ils enregistrent les Quatre Légendes du Kalevala de Jean Sibelius, dernier disque dirigé par Ormandy à recevoir, en 1979, un Grammy Award.

## Sources
- (en) J. Ardoin, The Philadelphia Orchestra: A Century of Music, Temple University Press, Philadelphie, 1999
- (fr) T. Baker et N. Slonimsky, Dictionnaire biographique des musiciens, Robert Laffont, Paris, 1995
- (en) H. Stoddard, Symphony Conductors of the USA, New York, 1957
- (en) H. Kupferberg, Those Fabulous Philadelphians: the Life and Times of a Great Orchestra, C. Scribner’s Sons, New York, 1969
- (en) H. Kupferberg, « Eugene Ormandy », dans Ovation, février 1984
- (fr) A. Pâris, « Eugene Ormandy », dans Encyclopedia Universalis, 1986
- (en) H. Schonberg, The Great Conductors, New York, 1967
- (en) H. Stoddard, Symphony Conductors of the USA, New York, 1957